# Yulte Conservation Park
Yulte Conservation Park är en park i Australien. Den ligger i delstaten South Australia, omkring 55 kilometer söder om delstatshuvudstaden Adelaide.
Närmaste större samhälle är Aldinga, omkring 15 kilometer norr om Yulte Conservation Park. 
I omgivningarna runt Yulte Conservation Park växer huvudsakligen savannskog. Runt Yulte Conservation Park är det ganska glesbefolkat, med 23 invånare per kvadratkilometer. Genomsnittlig årsnederbörd är 729 millimeter. Den regnigaste månaden är juni, med i genomsnitt 133 mm nederbörd, och den torraste är december, med 21 mm nederbörd.